# Teladoma
Teladoma é um gênero de traça pertencente à família Cosmopterigidae.